# Nabagram
Nabagram é uma vila no distrito de Puruliya, no estado indiano de Bengala Ocidental.

## Geografia
Nabagram está localizada a 22° 17′ N, 88° 31′ L. Tem uma altitude média de 6 metros (19 pés).

## Demografia
Segundo o censo de 2001, Nabagram tinha uma população de 5642 habitantes. Os indivíduos do sexo masculino constituem 53% da população e os do sexo feminino 47%. Nabagram tem uma taxa de literacia de 58%, inferior à média nacional de 59,5%: a literacia no sexo masculino é de 71% e no sexo feminino é de 44%. Em Nabagram, 15% da população está abaixo dos 6 anos de idade.